# Igor Alexejewitsch Winitschenko
Igor Alexejewitsch Winitschenko (russisch Игорь Алексеевич Виниченко; * 11. April 1984 in der Oblast Moskau) ist ein russischer Hammerwerfer.

## Karriere
Bei der Sommer-Universiade 2007 in Bangkok gewann Winitschenko mit 73,94 m die Bronzemedaille. Beim Europacup 2007 in München belegte er mit 73,54 m den vierten Platz. Er nahm an den Olympischen Spielen 2008 in Peking teil, qualifizierte sich jedoch nicht fürs Finale.
Bei den Weltmeisterschaften 2009 in Berlin belegte er den 12. Platz. Bei den Europameisterschaften 2010 in Barcelona belegte er mit 74,71 m den 8. Platz. Bei den Olympischen Spielen 2012 in London ist er nicht angetreten. Bei der Sommer-Universiade 2011 in Shenzhen belegte er mit 65,78 m den 13. Platz.
In den Jahren 2006, 2008 und 2010 war Winitschenko russischer Meister.